# Требатиці
Требатиці (словац. Trebatice) — село, громада округу П'єштяни, Трнавський край. Кадастрова площа громади — 7.67 км².
Населення 1361 особа (станом на 31 грудня 2020 року).

## Історія
Требатиці згадується 1113 року.

## Населення
| Рік:            | 1994. | 2004.   | 2014.    | 2024.   |
| --------------- | ----- | ------- | -------- | ------- |
| Кількість осіб: | 1218  | 1237    | 1369     | 1352    |
| Різниця:        |       | +1,55 % | +10,67 % | -1,24 % |

| Рік:            | 2023. | 2024.   |
| --------------- | ----- | ------- |
| Кількість осіб: | 1338  | 1352    |
| Різниця:        |       | +1,04 % |